# Васс, Ладислав
Ладислав (Ладислау) Васс (рум. Ladislau Vass; 16 марта 1912, Арад — 17 марта 1977) — румынский политический и государственный деятель венгерского происхождения.
Профессиональный бухгалтер. В 1932 году стал членом Румынской коммунистической партии. Был членом ЦК Румынской компартии, председателем контрольной комиссии ЦК Румынской компартии, заместителем министра финансов.  Его сестра Ольга была одной из подруг Елены Чаушеску ещё со времён подполья.
В 1957 году он стал вице-президентом CSMI.
Ладислав Васс был женат на Гизеле Васс. Их внук — Богдан Олтяну, Председатель Палаты депутатов Румынии.

## Награды
- Орден Труда I степени «За особые заслуги в деле построения социализма по случаю двадцатой годовщины освобождения Родины» (1964)
- Орден Труда III степени (1954)[2]
- Орден Звезды Румынии III степени (1948)
- Орден «23 августа» II степени (1971)[3]
- Орден «23 августа» III степени (1959)[4]
- Орден Тудора Владимиреску III степени (1966)[5]
- Орден «Защита Отечества» III степени (1949)[6]
- Медаль «40 лет со дня основания Коммунистической партии Румынии» (1961)